# Hollywood (Floride)
Pour les articles homonymes, voir Hollywood (homonymie).
Hollywood est une ville située dans le comté de Broward qui fait partie de l'agglomération de Miami, en Floride, aux États-Unis. Elle ne doit pas être confondue avec Hollywood qui est un quartier de Los Angeles en Californie.

## Présentation
Sa population était de 140 768 habitants en 2010 selon le recensement. Sa superficie est de 79,8 km2 dont 11,23 % sont constitués de plans d'eau (soit 9 km2).

## Démographie
| 1930  | 1940  | 1950   | 1960   | 1970    | 1980    |
| ----- | ----- | ------ | ------ | ------- | ------- |
| 2 689 | 6 239 | 14 351 | 35 237 | 106 873 | 121 323 |

| 1990    | 2000    | 2010    | 2020    | - | - |
| ------- | ------- | ------- | ------- | - | - |
| 121 697 | 139 357 | 140 768 | 153 067 | - | - |

## Économie
En 2004 a été ouvert le Seminole Hard Rock Hotel & Casino Hollywood qui comprend depuis 2019 un gratte-ciel en forme de guitare, un cas unique au monde.

## Personnalités liées à la ville
- Anna Nicole Smith, mannequin, stripteaseuse, actrice et chanteuse y est morte le 8 février 2007.
- Bethany Joy Lenz (née en 1981), actrice.
- Norman Reedus (né en 1969), acteur.
- Victoria Justice (née en 1993), actrice, chanteuse et compositrice.
- Count Basie, pianiste de jazz et chef d'orchestre, y est mort le 26 avril 1984.
- Dolph Ziggler, lutteur de la WWE, résident dans cette ville.
- Josh Gad, acteur et chanteur née dans cette ville